# Liste der Brücken in Wien/Margareten
Diese Liste beinhaltet jene Wiener Brücken, die sich im 5. Bezirk Margareten befinden. Weitere Brücken, die an den 5. Bezirk grenzen oder sich nur teilweise auf seinem Bezirksgebiet befinden, von der Brückeninformation Wien aber anderen Bezirken zugeordnet sind, befinden sich in den jeweiligen Listen der angrenzenden Bezirke.

## Brücken
| Objekt / Teilobjekt                       | Foto | Lage                          | Verwaltung / Objektnr. | System                                | Material                     | Brückenklasse            | Länge (m) | Breite (m) | Baujahr | Anmerkungen |
| ----------------------------------------- | ---- | ----------------------------- | ---------------------- | ------------------------------------- | ---------------------------- | ------------------------ | --------- | ---------- | ------- | --- |
| Margaretengürtelbrücke, U4 Tragwerk - WVB | 1    | Wiener Gürtel Straße Standort | Bund B050401           | Balken/Plattentragwerk freiaufliegend | Stahlbeton                   | Straßenbrücke Klasse I   | 18        | 24         | 1966    | |
| Margaretengürtelbrücke, Wienflusstragwerk | 1    | Wiener Gürtel Straße Standort | Bund B050402           | Balken/Plattentragwerk                | Stahlbeton                   | Straßenbrücke Klasse I   | 22        | 40         | 1966    | |
| Margaritensteg, U4 - Tragwerk             | 1    | Standort                      | Gemeinde B050101       | Balken/Plattentragwerk freiaufliegend | Stahl mit orthotroper Platte | Fußgängerbrücke Klasse I | 17        | 4          | 2004    | |
| Margaritensteg, Rampe                     | 1    | Standort                      | Gemeinde B050102       | Balken/Plattentragwerk durchlaufend   | Stahlbeton, Normalbeton      | Fußgängerbrücke Klasse I | 38        | 4          | 2004    | Die work in progress genannte künstlerische Gestaltung der Rampe aus dem Jahr 2010 stammt von Hannah Stippl.                                                                              |
| Nevillebrücke                             | 1    | Brückengasse Standort         | Gemeinde B050600       | Gewölbe                               | Beton                        | Straßenbrücke Klasse I   | 30        | 19         | 1900    | Nach einer Ende 2012 begonnenen Sanierung und Umgestaltung der ursprünglich auch von Autos befahrbaren Brücke wurde diese im März 2013 als Fußgänger- und Radfahrerbrücke wiedereröffnet. |
| Pilgrambrücke                             | 1    | Pilgramgasse Standort         | Gemeinde B050800       | Gewölbe                               | Beton                        | Straßenbrücke Klasse I   | 18        | 46         | 1900    | |
| Reinprechtsdorfer Brücke                  | 1    | Anilingasse Standort          | Gemeinde B050700       | Gewölbe                               | Beton                        | Straßenbrücke Klasse I   | 20        | 19         | 1900    | |
| Straßenunterführung Matzleinsdorfer Platz | 1    | Wiener Gürtel Straße Standort | Bund B050200           | Rahmen                                | Stahlbeton                   | Straßenbrücke Klasse I   | 21        | 68         | 1951    | |
| Wiental-Steg                              | 1    | Wienfluss Standort            | Gemeinde B051200       |                                       |                              |                          | 33        | 6          |         | |
| Wientalterrasse                           | 1    | Wienfluss Standort            | Gemeinde B051100       |                                       |                              |                          | 77        | 13         |         | |
| Wackenroderbrücke                         | 1    | Morizgasse Standort           | Gemeinde B050500       | Gewölbe                               | Beton-Stampfbeton            | Straßenbrücke Klasse I   | 21        | 17         | 1900    | |
| Wienflußeinwölbung Margaretengürtel       | 1    | Wiener Gürtel Straße Standort | Bund B050300           | Gewölbe                               | Beton-Stampfbeton            | Straßenbrücke Klasse I   | 17        | 263        | 1906    | |